# Blore with Swinscoe
Blore with Swinscoe är en civil parish i Storbritannien.   Den ligger i grevskapet Staffordshire och riksdelen England, i den södra delen av landet, 200 km nordväst om huvudstaden London. Antalet invånare är 123. Arean är 7,6 kvadratkilometer.
Terrängen i Blore with Swinscoe är huvudsakligen platt, men norrut är den kuperad.